# Onthophagus pegesimallus
Onthophagus pegesimallus är en skalbaggsart som beskrevs av Ernst Marcus 1917. Onthophagus pegesimallus ingår i släktet Onthophagus och familjen bladhorningar. Inga underarter finns listade i Catalogue of Life.